# Görsdorfer Heide
Das Naturschutzgebiet Görsdorfer Heide liegt im Landkreis Hildburghausen und im Landkreis Sonneberg in Thüringen. Es erstreckt sich westlich und südlich von Heid, einem Ortsteil der Stadt Eisfeld, und nördlich und südlich von Görsdorf, einem Ortsteil der Stadt Schalkau, entlang der südlich und westlich verlaufenden Landesgrenze zu Bayern. Unweit westlich des Gebietes verläuft die A 73.

## Bedeutung
Das 150,4 ha große Gebiet mit der NSG-Nr. 244 wurde im Jahr 1998 unter Naturschutz gestellt. 